# Токопилья
Токопилья (исп. Tocopilla) — город и морской порт в Чили. Административный центр одноименной коммуны и провинции Токопилья. Население города — 23 352 человек (2002). Посёлок и коммуна входит в состав провинции Токопилья и области Антофагаста.
Территория — 4038,8 км². Численность населения — 25 186 жителя (2017). Плотность населения — 6,24 чел./км².

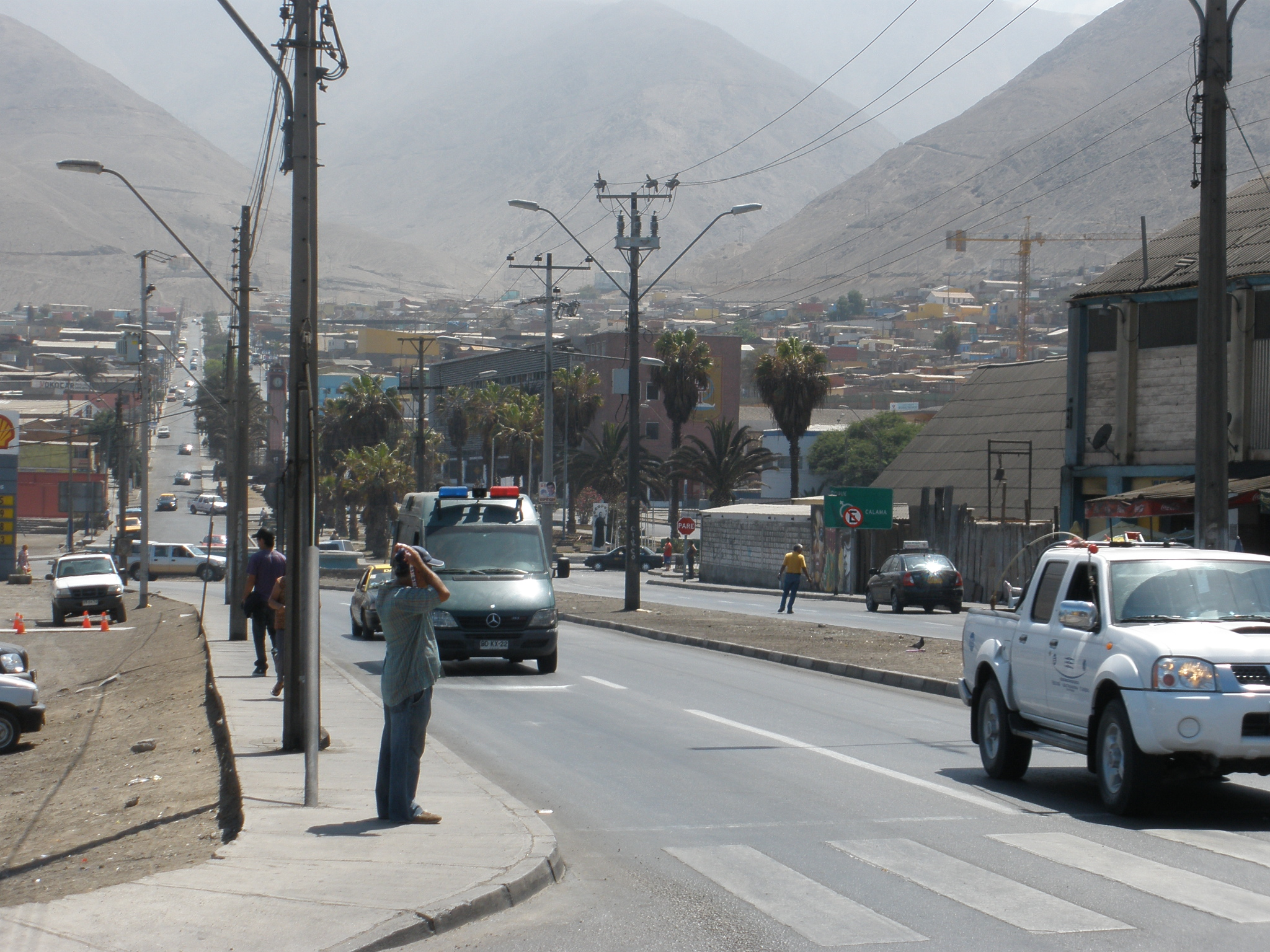
Токопилья

## Расположение
Город расположен в 174 км на север от административного центра области города Антофагаста.Токопилья находится на полпути между городами Антофагаста и Икике на Тихоокеанском побережье северного Чили.
Коммуна граничит:
- на севере — коммуна Посо-Альмонте, Икике
- на востоке — коммуна Мария-Элена
- на юге — коммуна Мехильонес
- на западе — Тихий океан

## История
14 ноября 2007 г. землетрясение величиной 7,7 баллов произошло в 40 км к юго-востоку от Токопильи, сопровождаемое толчками величиной до 6.8 баллов. Вследствие этого в Токопилье было разрушено 1 200 домов, 4 тысячи жителей города остались без крова. Два человека погибли и по крайней мере 115 получили повреждения. Несмотря на усилия правительства по обеспечению помощи, наблюдались некоторые проблемы с поставкой пищи в первые двое суток. Они были позже решены, и началась работа по реконструкции города.

## Экономика
Этот город производит электричество для всей области и поэтому известен как «город энергии». Когда экспорт селитры в Чили был на подъеме, этот город был особенно существенным как экспортный порт. В настоящее время, даже когда добыча селитры стала менее выгодной, Токопилья все ещё является местом расположения компаний, специализирующихся на её извлечении. В районе Токопильи — добыча меди (месторождение Чукикамата) и селитры (Мария-Элена). Медная руда из месторождения в Чукикамата, расположенном приблизительно в 137 километрах на восток, отправляется из Токопилья.
Положение города вдоль побережья позволяет осуществлять активную рыбацкую деятельность, которая наряду с добывающей промышленностью является главной экономической деятельностью в городе. Это — рыбацкий порт, с производством рыбной муки и фабриками консервирования рыбы. Через порт экспортируются медь из Чукикамата и селитра из месторождения Эль-Токо. Токопилья имеет металлургическую, химическую отрасли промышленности, предприятия по обработке нитратов, а также крупную электростанцию.

## Спорт
В Токопилье играют в бейсбол, волейбол и футбол. Городские команды по бейсболу выиграли больше чем половину национальных чемпионатов Чилийской федерации бейсбола.
В волейболе имеются относительные успехи на школьном и объединенном уровне. Многие футболисты из Токопильи попали в именитые клубы, среди них Алексис Санчес.

## Демография
Согласно сведениям, собранным в ходе переписи 2017 г  Национальным институтом статистики (INE),  население коммуны составляет:
| Полное население                          | Полное население                          | Полное население                          | Полное население                          | Полное население                          | 25 186 |
| ----------------------------------------- | ----------------------------------------- | ----------------------------------------- | ----------------------------------------- | ----------------------------------------- | ------ |
| в том числе:                              | Городское население                       | 24 631                                    | Процент городского населения, %           | 97,80                                     |        |
|                                           | Сельское население                        | 555                                       | Процент сельского населения, %            | 2,20                                      |        |
|                                           | Мужское население                         | 12 481                                    | Процент мужского населения, %             | 49,56                                     |        |
|                                           | Женское население                         | 12 705                                    | Процент женского населения, %             | 50,44                                     |        |
| Плотность населения, чел/км²              | Плотность населения, чел/км²              | Плотность населения, чел/км²              | Плотность населения, чел/км²              | Плотность населения, чел/км²              | 6,24   |
| Население коммуны в % к населению области | Население коммуны в % к населению области | Население коммуны в % к населению области | Население коммуны в % к населению области | Население коммуны в % к населению области | 4,15   |

| Динамика изменения населения коммуны | Динамика изменения населения коммуны | Динамика изменения населения коммуны | Динамика изменения населения коммуны |
| ------------------------------------ | ------------------------------------ | ------------------------------------ | ------------------------------------ |
| 1992                                 | 2002                                 | 2012                                 | 2017                                 |
| 24985                                | 23986▼                               | 25091▲                               | 25186▲                               |

## Важнейшие населенные пункты[4]
| № | Населённый пункт | Населённый пункт (исп.) | Категория | Население чел. (2002) | На карте                        |
| - | ---------------- | ----------------------- | --------- | --------------------- | ------------------------------- |
| 1 | Токопилья        | Tocopilla               | город     | 23352                 | 22°05′23″ ю. ш. 70°11′47″ з. д. |
| 2 | Лас-Трес-Марьяс  | Las Tres Marías         | поселок   | 223                   | 22°03′40″ ю. ш. 70°11′07″ з. д. |